# Haki Tefiku
Haki Teufik Tefiku (ur. 24 czerwca 1883 w Tiranie, zm. 2 stycznia 1942 w Turcji) – albański polityk i prawnik, w 1921 minister robót publicznych w rządzie Hasana Prishtiny.

## Życiorys
Syn Teufika Tefiku. Po ukończeniu szkoły w Tiranie, naukę kontynuował w gimnazjum w Salonikach. Ukończył studia prawnicze w szkole dla urzędników osmańskich Mekteb-i Mülkiye w Stambule. W 1906 przyjechał do Albanii, gdzie pełnił funkcję podprefekta w kilku podprefekturach.
Kulminacyjny w jego karierze politycznej był rok 1921, kiedy objął w kwietniu stanowisko podprefekta Tirany, prefekta Elbasanu, a następnie na krótko funkcję ministra edukacji i w grudniu t.r. ministra robót publicznych w rządzie kierowanym przez Hasana Prishtinę. Przed wyborami parlamentarnymi w 1923 pełnił funkcję sekretarza generalnego ugrupowania Xhoka.
W 1924 związał się z opozycją skierowaną przeciwko rządom Ahmeda Zogu. Jako przedstawiciel Tirany brał udział w zgromadzeniu działaczy opozycyjnych we Wlorze w maju 1924. Po przejęciu władzy przez zwolenników Fana Noliego w czerwcu 1924 objął stanowisko sekretarza generalnego w ministerstwie spraw wewnętrznych. W tym okresie tworzył własne ugrupowanie polityczne - Partię Radykalno-Demokratyczną, której działacze skupiali się wokół redagowanego przez Tefiku pisma Xhoka. Po upadku rządu Noliego w grudniu 1924 wyemigrował z kraju. Mieszkał w Stambule, gdzie pracował w zawodzie prawnika, a następnie urzędnika. Miał troje dzieci (dwóch synów i córkę).
W 1995 został odznaczony pośmiertnie Medalem za działalność patriotyczną (Medalja “Për veprimtari patriotike”) przez prezydenta Salego Berishę.